# Subdivisions du Laos

Les 17 provinces et la préfecture du Laos.

Le Laos est divisé en 17 provinces (Lao ແຂວງ, khoueng) et une préfecture (ນະຄອນຫລວງ, kampheng nakhon). Elles sont elles-mêmes divisées en districts (ເມືອງ, muang), le Laos en comptant au total 148, puis en villages (ບ້ານ, baan). Il y en a plus de 11 000.